# 旺德夫尔 (卡尔瓦多斯省)
旺德夫尔（法語：Vendeuvre，法語發音：[vɑ̃dœvʁ] ⓘ）是法国卡尔瓦多斯省的一个市镇，属于卡昂区。

## 地理
旺德夫尔（48°59'28"N, 0°4'31"W）面积26.31 平方千米，位于法国诺曼底大区卡爾瓦多斯省，该省份为法国西北部沿海省份，北濒大西洋英吉利海峡，东北与滨海塞纳省以海上边界相接，东临厄尔省，南至奧恩省，西与芒什省接壤。
与旺德夫尔接壤的市镇（或旧市镇、城区）包括：孔代叙里夫、库尔西、埃尔讷、若尔、佩里耶尔、萨西、梅济东瓦莱多日、欧日地区圣皮埃尔。

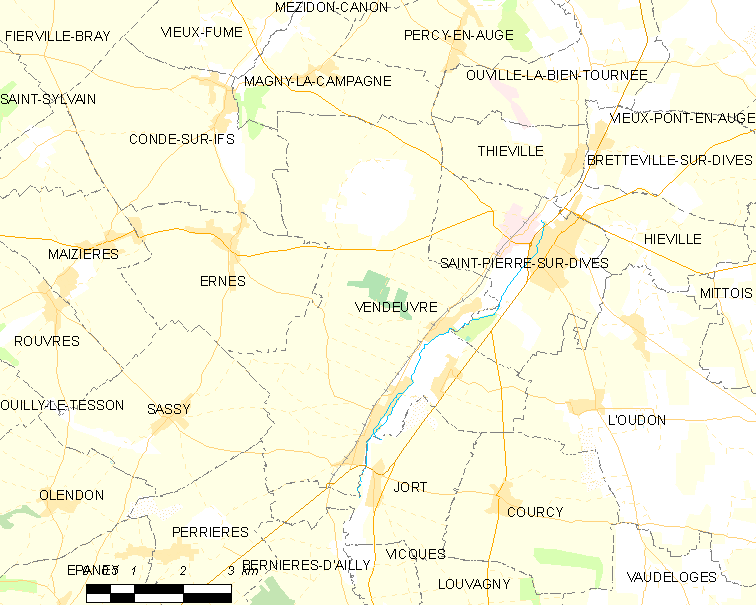
的OSM定位图

旺德夫尔的时区为UTC+01:00、UTC+02:00（夏令时）。

## 行政
旺德夫尔的邮政编码为14170，INSEE市镇编码为14735。

## 政治
旺德夫尔所属的省级选区为利瓦罗派多日县。

## 人口

1962-2008年间人口变化图示

旺德夫尔于2022年1月1日时的人口数量为802人。